# Rajd Szwecji 1970
Rajd Szwecji 1970 (21. International Swedish Rally) – rajd samochodowy rozgrywany w Szwecji od 11 do 15 lutego 1970 roku. Była to druga runda Międzynarodowych Mistrzostw Producentów w roku 1970. Rajd został rozegrany na lodzie i śniegu. 

## Wyniki końcowe rajdu[1]
| Msc. | Kierowca           | Pilot                 | Samochód             | Czas     | Strata   |
| ---- | ------------------ | --------------------- | -------------------- | -------- | -------- |
| 1.   | Björn Waldegård    | Lars Helmér           | Porsche 911 S        | 12:20:50 | -        |
| 2.   | Stig Blomqvist     | Bo Reinicke           | Saab 96 V4           | 12:44:06 | +23:16   |
| 3.   | Lillebror Nasenius | Björn Cederberg       | Opel Kadett Rallye   | 12:59:33 | +38:43   |
| 4.   | Gunnar Blomqvist   | Ingelöv Blomqvist     | Opel Kadett Rallye   | 13:06:24 | +45:34   |
| 5.   | Jerry Larsson      | Lars Lundblad         | Porsche 911 S        | 13:11:57 | +51:07   |
| 6.   | Anders Gullberg    | Leif Wåhlin           | BMW 2002 Ti          | 13:17:20 | +56:30   |
| 7.   | Anders Kulläng     | Donald Karlsson       | Opel Kadett Rallye   | 13:18:53 | +58:03   |
| 8.   | Ingemar Frohm      | Bo Ottosson           | Ford Escort Twin Cam | 13:19:38 | +58:48   |
| 9.   | Rolf Andersson     | Claes-Göran Andersson | Volvo 142            | 13:31:10 | +1:10:20 |
| 10.  | Ove Olsson         | Olo Thörnkvist        | BMW 2002 Ti          | 13:33:11 | +1:12:21 |